# Comuna de Redzikowo
Redzikowo (até 2023 Słupsk) — comuna rural da voivodia da Pomerânia, no condado de Słupsk, distrito supervisor. Durante a divisão administrativa da Polônia (1975–1998), a comuna estava localizada na voivodia de Słupsk. 
A sede da comuna é a cidade de Słupsk, que, como uma cidade com direitos de condado, não faz parte dele e é um município separado.
De 1 de janeiro de 1973 a 31 de dezembro de 2023, o município foi chamado de Słupsk. A mudança de nome foi motivada pelo desejo de criar sua própria marca e identidade.
Conforme os dados de 31 de dezembro de 2010, a comuna era habitada por 14 252 pessoas.
Há um aeroporto Słupsk-Krępa na comuna.

## Área
Estende-se por uma área de 260,58 km², incluindo:
- área agrícola: 62%
- área florestal: 28%

## Demografia
Dados de 30 de Junho 2004:
|                      | Total   | Total | Mulheres | Mulheres | Homens  | Homens |
| -------------------- | ------- | ----- | -------- | -------- | ------- | ------ |
|                      | pessoas | %     | pessoas  | %        | pessoas | %      |
| População            | 13 546  | 100   | 6842     | 50,5     | 6704    | 49,5   |
| Densidade (pop./km²) | 52      | 100   | 26,3     | 26,3     | 25,7    | 25,7   |

De acordo com dados de 2002, o rendimento médio per capita ascendia a 1794,24 zł.

## Comunas vizinhas
- Damnica, Dębnica Kaszubska, Główczyce, Kobylnica, Postomino, Słupsk, Smołdzino, Ustka